# Hof van Twente
Hof van Twente är en kommun i regionen Twente, i provinsen Overijssel i Nederländerna. Kommunens totala area är 215,41 km² (där 2,85 km² är vatten) och invånarantalet är på 35 040 invånare (2021). Kommunen skapades 1 januari 2001, som ett resultat av sammanslagningen av kommunerna Diepenheim, Goor, Markelo, Ambt Delden och Stad Delden.